# 山本ケイジ
山本 ケイジ（やまもと ケイジ、1978年3月8日 - ）は日本のイラストレーター、漫画家。和歌山県出身・在住。別ペンネームに超肉（ちょうにく）。角川グループホールディングス傘下の出版社（角川書店、富士見書房、アスキー・メディアワークス）では山本ケイジ名義、その他の出版社及び本人のサイトでは超肉名義を使用することが多いが、名義使い分けについては明確な基準は示されていない。

## 人物
本人のサイトのプロフィール欄で、原田たけひと、安倍吉俊、ヤスダスズヒトの3人を尊敬するイラストレーターとして挙げており、キャラ造形やタッチ、着彩などに原田の影響がみられる。原田がキャラクターデザインを務めたテレビゲーム『魔界戦記ディスガイア』や『ファントム・ブレイブ』のノベライズに際してイラストを担当することもある。漫画家のなかま亜咲や伊藤宗一と懇意で、キャラクターデザインでの協力やブログの共有などがみられる。また、なかま・伊藤らと同人サークル「3倍界王軒」を結成し2009年末頃から活動を始めている。

## 作品リスト

### 画集
山本ケイジ名義
- 半月-HANGETSU-（メディアワークス刊）2006年12月初版 ISBN 978-4-8402-3696-6

超肉名義
- 新月-SHINGETSU-（メディアワークス刊）2008年3月初版　ISBN 978-4-8402-4236-3

### イラスト・挿絵
山本ケイジ名義
- 半分の月がのぼる空（橋本紡著・電撃文庫）全8巻、ビジュアルノベル
- 完全版 半分の月がのぼる空（橋本紡著・電撃の単行本）上下巻
- ヴァーテックテイルズ（尾関修一著・富士見ミステリー文庫）
- サバキの時間（本保智著・角川スニーカー文庫）
- TETORA（深沢美潮著・電撃文庫）全1巻
- シニガミノバラッド。アンノウンスターズ。（ハセガワケイスケ著・電撃文庫）
- 森本啓夫のココから始める入試トレーニング数学シリーズ（森本啓夫著・中経出版）
- ナインの契約書（二階堂紘嗣著・MF文庫J）
- 破小路ねるのと堕天列車事件（木戸実験著・スマッシュ文庫）
- 「自由」（ガンガンONLINE2009年3月19日）
- ダメ魔騎士の英雄煌路（藤木わしろ著・MF文庫J）

超肉名義
- 魔界戦記ディスガイア（神代創著・ファミ通文庫）
- 助けて秋吉くん!（不破悠著・HJ文庫）
- 青葉くんとウチュウ・ジン（松野秋鳴著・MF文庫J）
- ファントム・キングダム（神代創著・ファミ通文庫）
- ファントムブレイブ（神代創著・ファミ通文庫）
- いろんな地球の救いかた（ゆうきりん著・ファミ通文庫）
- わたしたちの同盟 - 永続的パートナーシップ

### 漫画
山本ケイジ名義
- 宇宙大帝メガコろん（季刊GELATIN）

超肉名義
- 悪魔のマクアさん（まんがタイムきららMAX）
- 『ラグナロクオンライン公式ガイド』収録冒険ガイド漫画（ソフトバンククリエイティブ・2003年版-年次1話ずつ追加）
- 魔界戦記ディスガイア4（電撃「マ）王）

### ゲーム
山本ケイジ名義
- 萌え萌え大戦争☆げんだいばーん

超肉名義
- スーパーロボット大戦DD（2019年） - サブキャラクターデザイン